# Chris Petit
Pour les articles homonymes, voir Petit.
Christopher Petit dit Chris Petit (né à Worcestershire le 17 juin 1949) est un écrivain et un réalisateur britannique.
Son film An Unsuitable Job for a Woman a été sélectionné pour la Berlinale 1982.

## Œuvres de fiction
- Robinson, Granta Books, 1993
- The Psalm Killer
- Back from the Dead, 1999
- The Hard Shoulder, 2001
- Le Parc humain (The Human Pool, 2002), traduit de l'anglais par Robert Louit et Simone Arous, Fayard, coll. « Fayard noir », 2012  (ISBN 978-2-213-63701-3)
- The Passenger, 2006

## Filmographie
- 1979 : Radio On
- 1982 : An Unsuitable Job for a Woman
- 1983 : Flight to Berlin
- 1984 : Chinese Boxes
- 1989 : A Caribbean Mystery (TV)
- 1990 : The Unmade films of JG Ballard[3]
- 1992 : The Cardinal and the Corpse (avec Iain Sinclair)
- 1997 : The Falconer (avec Iain Sinclair)
- 1998 : Radio On Remix
- 1999 : Negative Space
- 2000 : Asylum (avec Iain Sinclair)
- 2002 : London Orbital (avec Iain Sinclair)
- 2006 : Unrequited Love
- 2010 : Content